# Бирман, Серафима Германовна
Серафи́ма Ге́рмановна Би́рман (29 июля [10 августа] 1890, Кишинёв, Бессарабская губерния — 11 мая 1976, Москва) — русская и советская актриса театра и кино, театральный режиссёр, педагог, мемуарист, теоретик. Лауреат Сталинской премии первой степени (1946). Народная артистка РСФСР (1946).

## Биография
Серафима Бирман родилась 29 июля (10 августа) 1890 года в Кишинёве в православной семье штабс-капитана 51-го резервного пехотного батальона Германа Михайловича Бирмана и его жены Елены Ивановны (урождённой Ботезат). По воспоминаниям С. Г. Бирман, её родители были полными противоположностями.
Мать была молдаванкой, происходила из зажиточной семьи и почти не говорила по-русски. Обучалась в институте благородных девиц, ещё подростком вышла замуж и родила двух дочек, а в 19 лет овдовела. Это был её второй брак; у Серафимы, помимо единоутробных сестёр, был младший брат Николай. Отец происходил из разночинцев, рано осиротел и, чтобы прокормить себя и сестру, давал уроки отстающим ученикам. За службу был удостоен личного дворянства. Тяготился обществом людей, в которых, очень требовательный к себе и окружающим, видел много недостатков, не умел доводить дел до конца. Рано вышел в отставку, а в 1908 году умер.

Кадр из фильма «Человек с ружьём»

После окончания кишинёвской гимназии с золотой медалью Бирман провела год у старшей сестры, которая служила врачом в больнице села Чернолёвка Сорокского уезда. В 1906 году та, ещё будучи студенткой медицинских курсов в Санкт-Петербурге, приняла участие в массовке спектакля «Доктор Штокман» в постановке Константина Станиславского, который приехал в Санкт-Петербург с гастролями. Вернувшись, она показала Серафиме подписанную фотографию режиссёра и посоветовала ей поступать в Московский Художественный театр.
Владевший имением в Чернолёвке К. Ф. Казимир разглядел в девочке талант и согласился оплатить ей первый год обучения в театральной школе. В июле 1908 года Бирман переехала в Москву, где одновременно поступила на историко-филологический факультет Высших женских курсов Герье и в Драматическую школу А. И. Адашева. Училась вместе с Евгением Вахтанговым.
В 1911 году окончила школу и была принята в труппу МХТ. В 1913 году перешла в 1-ю студию МХТ. С 1924 по 1936 год Серафима Бирман актриса МХАТА 2-го.
В 1936—1938 годах Серафима Бирман работала в Театре МОСПС, поставила там спектакль «Васса Железнова» и исполнила в нём главную роль. После ареста В. Э. Мейерхольда продолжила работу над его постановкой оперы «Семён Котко» С. С. Прокофьева, мировая премьера которой состоялась в 1940 году в Оперном театре имени К. С. Станиславского. В 1938 году Серафима Бирман становится одним из основателей МДТ имени Ленинского Комсомола. Там она работала до 1958 года. С 1958 года — в труппе Театре имени Моссовета.
Славу Бирман также принесли роли в кино. Начала сниматься ещё в 1918 году, сыграв эпизодические роли в криминальной драме «А он, мятежный, ищет бури…» и комедии «Заживо погребённый» по мотивам романа Арнольда Беннетта. Оба фильма снял Александр Волков незадолго до эмиграции (считаются утерянными). Вновь стала сниматься с середины 1920-х, в частности, сыграв яркие роли в популярных комедиях «Закройщик из Торжка» (1925) и «Девушка с коробкой» (1927).
В 1944 году исполнила одну из главных ролей в исторической постановке Сергея Эйзенштейна «Иван Грозный» — роль Ефросиньи Старицкой. Изначально режиссёр планировал на неё Фаину Раневскую, однако в кандидатуре ей было отказано, предположительно, из-за ярко выраженных семитских черт актрисы. За эту работу в 1946 году Бирман удостоилась Сталинской премии первой степени и звания Народной артистки РСФСР. Она также исполнила роль Старицкой во втором фильме о Грозном («Сказ второй: Боярский заговор»), снятом через год, однако руководство страны подвергло картину критике, и в прокат она вышла только в 1958 году. Тогда же Бирман вернулась в кино, исполнив ряд характерных комедийных ролей («Безумный день», «Обыкновенный человек»).

Жила в Москве на улице Огарёва. Её муж, журналист и писатель Александр Таланов, часто и тяжело болел. В 1969 году во время гастролей ей сообщили, что Таланов умер. Это стало для неё большим ударом и послужило поводом к психическому заболеванию. Вскоре она покинула театр, а после смерти домработницы осталась одна. Впоследствии её — уже совсем беспомощную и неприспособленную к самостоятельной жизни — отвезла в Ленинград племянница и поместила в сумасшедший дом. Как вспоминал близкий друг актрисы Ростислав Плятт,
Она пыталась репетировать «Синюю птицу» с соседями по палате, торопясь показать эту работу обожаемому ей Станиславскому! Неукротимая, она и умерла по-бирмановски — ни дня без театра!..
Серафима Германовна Бирман скончалась 11 мая 1976 года в Ленинграде, на 86-м году жизни. Похоронена в колумбарии Новодевичьего кладбища рядом с мужем.

## Семья
- Муж — Александр Таланов (1901—1969), писатель, журналист, сценарист.

## Признание и награды
- Сталинская премия I степени (1946) — за исполнение роли Ефросиньи Старицкой в фильме «Иван Грозный»
- Заслуженная артистка Узбекской ССР (1943)[12]
- Народная артистка РСФСР (1946)
- Два ордена Трудового Красного Знамени (16 сентября 1947, 15 февраля 1948)[13]
- Орден «Братство и единство» I степени (Югославия; 21 ноября 1946)
- Медаль «За доблестный труд в Великой Отечественной войне 1941—1945 гг.» (1946)
- Медаль «В память 800-летия Москвы» (20 декабря 1947)
- Медаль «За доблестный труд. В ознаменование 100-летия со дня рождения В. И. Ленина» (1970)

## Актёрские работы в театре

#### 1-я студия МХТ
- 1913 — «Гибель надежды» Германа Гейерманса — госпожа Босс
- 1913 — «Праздник мира» Герхарта Гауптмана

### Московский Художественный театр
- 1914 — «Хозяйка гостиницы» Карло Гольдони — Гортензия
- 1914 — «Смерть Пазухина» Михаила Салтыкова-Щедрина — Леночка Лобастова
- 1915 — «Пир во время чумы» Александра Пушкина — голос («Он сумасшедший!..»)
- 1917 — «Село Степанчиково» по Фёдору Достоевскому — Перепелицына
- «Плоды просвещения» Льва Толстого (1921—1922) — Звездинцева (спектакль не был выпущен)

### МХАТ 2-й(1924—1936)
- 1925 — «Блоха» Евгения Замятина по Николаю Лескову — Халдейка, Машка и «аглицкая девка Меря»
- 1921 — «Эрик XIV» Августа Стриндберга — Вдовствующая королева
- 1929 — «Человек, который смеётся» Виктора Гюго — королева Анна Стюарт
- «Начало жизни» Леонида Первомайского — Домаха Чуб
- «Тень освободителя» по Михаилу Салтыкову-Щедрину — Улита
- 1929 — «Чудак» Александра Афиногенова — Анна Трощина
- «Закат» Исаака Бабеля — Двойра
- «Евграф — искатель приключений» Алексея Файко — маникюрша Тамара
- «Испанский священник» Джона Флетчера — Виоланта

### Театр МОСПС
Режиссёрские работы
- 1936 — «Васса Железнова» Максимв Горького — Васса Железнова
- «Салют, Испания!» Александра Афиногенова — Мать

### Театр имени Ленинского Комсомола(1938—1958)
- 1939 — «Мой сын» А. Н. Гергеля и Осафа Литовского — Мария Эстераг
- 1940 — «Зыковы» М. Горького — Софья
- 1941 — «Парень из нашего города» Константина Симонова — Полина Францевна Сюлли, преподавательница иностранных языков
- 1942 — «Васса Железнова» Максима Горького — Васса Железнова
- 1945 — «Семья Ферелли теряет покой» Лилиан Хеллман — Фанни Ферелли
- 1945 — «Так и будет» Константина Симонова — Анна Григорьевна Греч
- 1946 — «Дни и ночи» по повести Константина Симонова — мать Ани
- 1953 — «Колесо счастья» братьев Тур — Кашперская
- «В доме господина Драгомиреску» Х. Ловинеску — госпожа Динеску
- «Суд» — фрау Кетвинг

### Театр имени Моссовета(1958—1972)
- 1960 — «Леший» Антона Чехова — Войницкая
- 1961 — «Антей» М. Зарудного — …
- 1964 — «Цезарь и Клеопатра» Бернарда Шоу — Фтататита
- 1964 — «Дядюшкин сон» по Фёдору Достоевскому — Карпухина
- 1967 — «Шторм» В. Н. Билль-Белоцерковского — Пожилая учительница
- 1967 — «Жизнь Сент-Экзюпери» по Леониду Малюгину — Мари Сент-Экзюпери
- 1970 — «Спектакль-концерт „Ленину посвящается“» — Ведущая

## Режиссёрские работы в театре
- 1923 — «Любовь — книга золотая» Алексея Толстого — МХАТ 2-й
- 1936 — «Васса Железнова» Максима Горького
- «Салют, Испания!» Александра Афиногенова
- «Женщины Нискавуори» Хелла Вуолийоки (спектакль не был допущен к показу)
- 1940 — «Зыковы» Максима Горького
- 1942 — «Живой труп» Льва Толстого
- 1943 — «Сирано де Бержерак» Эдмона Ростана
- 1945 — «Семья Ферелли теряет покой» Лилиан Хеллман
- 1945 — «Под каштанами Праги» Константина Симонова
- 1946 — «Дни и ночи» по повести Константина Симонова
- 1947 — «Русский вопрос» Константина Симонова

## Фильмография
- 1918 — А он, мятежный, ищет бури… — эпизод
- 1918 — Заживо погребённый — леди Энтуистл
- 1925 — Закройщик из Торжка — кума
- 1926 — Процесс о трёх миллионах — дама с розой за столиком
- 1927 — Девушка с коробкой — мадам Ирэн, владелица шляпного магазина
- 1927 — Конец Санкт-Петербурга — дама с веером
- 1927 — Победа женщины — нянька
- 1935 — Подруги — эпизод
- 1938 — Друзья — мать Муссы
- 1938 — Человек с ружьём — Варвара Ивановна, жена миллионера Сибирцева
- 1941 — Валерий Чкалов — американка
- 1944 — Иван Грозный — Ефросинья Старицкая, царская тётка
- 1945 — Иван Грозный. Сказ второй: Боярский заговор — Ефросинья Старицкая
- 1956 — Безумный день — Анна Павловна, врач дома отдыха «Липки»
- 1957 — Дон Кихот — экономка
- 1957 — Обыкновенный человек — тётя Констанция Львовна
- 1959 — Загадка Н.Ф.И. — Худякова
- 1969 — Похищение — артистка Бирман (камео)
- 1972 — Шторм — учительница

### Озвучивание
- 1955 — Остров ошибок — Животное
- 1960 — Человечка нарисовал я — Царица лжи
- 1965 — Рикки-Тикки-Тави — Нагайна / Чучундра
- 1965 — Хвосты — Зайчиха

## Книги Серафимы Бирман
- Актёр и образ. — М.: Искусство, 1934.
- Труд актёра. — М.—Л.: Искусство, 1939.
- Путь актрисы. Архивная копия от 10 августа 2016 на Wayback Machine — М.: ВТО, 1959 и 1962.
- Сборник статей в библиотечке «В помощь художественной самодеятельности» (с Бибисарой Бейшеналиевой и Евгением Евстигнеевым). — М.: Советская Россия, 1967.
- Судьбой дарованные встречи. — М.: Искусство, 1971. Архивная копия от 9 сентября 2015 на Wayback Machine

## Образ Серафимы Бирман в искусстве
- В фильме «И возвращается ветер…» (1991) в роли Серафимы Бирман снялась Тамара Кушелевская.
- В сериале «Звезда эпохи» (2005) Юрия Кары в роли Серафимы Бирман — актриса Оксана Мысина.